# Карлуш I
Ка́рлуш I (порт. Carlos I; 28 вересня 1863 — 1 лютого 1908) — король Португалії (1889—1908). Представник Брагансько-Кобурзького дому. Син Луїша I та Марії Пії Савойської. Належав до дому Саксен-Кобург-Гота, офіційно його вважали представником династії Браганса-Кобург. Він був першим португальським королем, який помер насильницькою смертю з часів Себастьяна I, який загинув 1578 року. Це відбулось у 1908 році, коли Карла вбили в Лісабоні під час подорожі у відкритому екіпажі з королівською сім'єю. Прізвиська — Дипломат (порт. o Diplomata), Мученик (порт. o Martirizado).

## Родина
Дружина — Амелія Орлеанська (1865—1951), донька графа Паризького Луї-Філіпа.
Діти:
- Луїш-Філіпе (1887—1908) — португальський принц, браганський герцог.
- Марія Анна (1887)
- Мануел II (1889—1932) — останній король Португалії